# 北野颯太
北野 颯太（きたの そうた、2004年8月13日 - ）は、和歌山県有田市出身のプロサッカー選手。オーストリア・ブンデスリーガ・レッドブル・ザルツブルク所属。ポジションはフォワード、ミッドフィールダー。

## 経歴
アルマフットサルクラブでフットサルを始めた。
小学4年でサッカーを始め、アルテリーヴォ湯浅に加入。その後セレッソ大阪のサッカースクールエリートクラスに入ったが、最初は通うのが怖くなるほどレベルの差を痛感した。アルテリーヴォと並行して週1回エリートクラスに通った。
小学6年の夏に和歌山県大会で優勝し、関西大会に出場したが、準々決勝で敗退。そこで「上には上がいる」と肌身で感じたという。そしてセレッソ大阪U-15にスカウトされた。
中学からセレッソ大阪U-15に所属。
高校一年となった2020年にトップチームに2種登録され、高校1年でセレッソ大阪U-23のJ3に出場、柿谷曜一朗の16歳10か月を更新するクラブ史上最年少の16歳2か月12日で公式戦デビューを果たした。
2022年2月18日、石渡ネルソン、春名竜聖らと共に再びJリーグ公式戦出場可能なユース選手としてセレッソ大阪に2種登録された。開幕戦から公式戦2試合に連続で出場した。

### プロ入り後
2022年2月25日、セレッソ大阪とプロ契約を締結した。3月2日、ルヴァンカップ第2節アウェーで開催された鹿島アントラーズ戦でプロ入り後初得点となる決勝点を決めて勝利に貢献した。17歳6カ月17日での得点は、南野拓実の2013年3月23日大分トリニータ戦での18歳2カ月7日を塗り替えるクラブの公式戦最年少得点記録となった。小菊昭雄監督は「今後、颯太にも苦しい困難な時期は来る。ブレずに努力し続けることができるか。自分の課題に対してコツコツと努力をして、毎日を大切に、自分の夢に向かって進んでいくことができるか。そこが一番のポイントになると思います。クラブ・スタッフ全員でサポートしながら、彼の成長を促していきたい」などとコメントした。
ルヴァンカップでは準決勝浦和レッズ戦で途中出場からジェアン・パトリッキとの守備の連携から4点目をアシストし4-0の勝利に貢献、チームは2戦合計5-1で、2年連続決勝進出を決めた。2022年のニューヒーロー賞を受賞、高校生の受賞は史上初だった（クラブにとって2年振り2人目）。
2023年、リーグ戦の出場は12試合にとどまったが、前半戦折り返しのヴィッセル神戸戦（当時、首位）でJ1初得点の決勝点を決めて2-1の勝利に貢献、チームは優勝争いに食い込んだ。
2024年、本シーズンも終盤まで出場は少なかった。7月に行ったオランダ1部のアルメレ・シティでの2週間の留学が目の色を変えるきっかけとなった。「意外とレベルは高くなかった。むしろセレッソの方が、レベルが高いなと思うくらいでしたけど、外国人選手の中ですごく揉まれた。『絶対に負けたくない』という彼らの強烈なメンタリティは日本ではなかなか味わえないものでした」「フォワードは前を向いて仕掛けていくし、ボランチも前にパスを出す。消極的な選手なんていない。そういうところが日本人と外国人の差なのかなと。それが日常だということを感じられたのは大きかったです」と話し、チームが18年振りの4連敗と苦境に陥った中、システムが3バック2シャドーに変更された第29節で先発を掴み以降は出場機会を掴んだ。
2025年2月14日、アウェイ開催のガンバ大阪との開幕戦でスタメン出場し、2025年Jリーグ第1号弾とともにクラブのJ1通算1200ゴール目を記録。後半にも得点を決め、2得点1アシストの活躍で5-2の勝利に貢献した。チームメイトの香川真司は「この2年見てきたが、今年はキャンプから別人。レベルが一つ違った。試合前から『迷わずやれば、必ず結果を出せる』と伝えていた。期待していい」と語った。

### レッドブル・ザルツブルグ
2025年6月9日、オーストリア・ブンデスリーガ・レッドブル・ザルツブルクへの完全移籍が発表された。7月、シーズン開幕直前の親善試合のカラバフFK戦で加入後初得点。

## 代表
2023年2月、AFC U20アジアカップ2023のメンバーに選出された 。

## 所属クラブ
- アルテリーヴォ湯浅
- セレッソ大阪U-15（大阪市立阿倍野中学校）
- セレッソ大阪U-18（興國高等学校）
  - 2020年、2022年  セレッソ大阪（2種登録選手）
- 2022年2月 - 2025年5月  セレッソ大阪
- 2025年6月 -  レッドブル・ザルツブルク

## 個人成績
| 国内大会個人成績 | 国内大会個人成績 | 国内大会個人成績 | 国内大会個人成績 | 国内大会個人成績                     | 国内大会個人成績 | 国内大会個人成績 | 国内大会個人成績 | 国内大会個人成績 | 国内大会個人成績 | 国内大会個人成績 | 国内大会個人成績 |
| 年度             | クラブ           | 背番号           | リーグ           | リーグ戦                             | リーグ戦         | リーグ杯         | リーグ杯         | オープン杯       | オープン杯       | 期間通算         | 期間通算         |
| 年度             | クラブ           | 背番号           | リーグ           | 出場                                 | 得点             | 出場             | 得点             | 出場             | 得点             | 出場             | 得点             |
| 日本             | 日本             | 日本             | 日本             | リーグ戦                             | リーグ戦         | リーグ杯         | リーグ杯         | 天皇杯           | 天皇杯           | 期間通算         | 期間通算         |
| ---------------- | ---------------- | ---------------- | ---------------- | ------------------------------------ | ---------------- | ---------------- | ---------------- | ---------------- | ---------------- | ---------------- | ---------------- |
| 2020             | C大23            | 59               | J3               | 8                                    | 0                | -                | -                | -                | -                | 8                | 0                |
| 2022             | C大阪            | 38               | J1               | 19                                   | 0                | 10               | 3                | 0                | 0                | 29               | 3                |
| 2023             | C大阪            | 38               | J1               | 12                                   | 2                | 4                | 0                | 3                | 2                | 19               | 4                |
| 2024             | C大阪            | 38               | J1               | 18                                   | 2                | 3                | 0                | 1                | 0                | 22               | 2                |
| 2025             | C大阪            | 38               | J1               | 19                                   | 4                | 2                | 0                | -                | -                | 21               | 4                |
| オーストリア     | オーストリア     | オーストリア     | オーストリア     | リーグ戦                             | リーグ戦         | リーグ杯         | リーグ杯         | オーストリア杯   | オーストリア杯   | 期間通算         | 期間通算         |
| 2025-2026        | ザルツブルク     | 8                | ブンデス         |                                      |                  | -                | -                |                  |                  |                  |                  |
| 通算             | 日本             | 日本             | J1               | 68                                   | 8                | 19               | 3                | 4                | 2                | 91               | 13               |
| 通算             | 日本             | 日本             | J3               | 8                                    | 0                | -                | -                | -                | -                | 8                | 0                |
| 通算             | オーストリア     | オーストリア     | ブンデス         | \|\|\|\|colspan=2\|-\|\|\|\|\|\|\|\| |                  |                  |                  |                  |                  |                  |                  |
| 総通算           | 総通算           | 総通算           | 総通算           | 76                                   | 8                | 19               | 3                | 4                | 2                | 99               | 13               |

## 代表歴
- U-19日本代表
  - Maurice Revello Tournament（2022年）
  - AFC U20アジアカップ予選（2022年）
  - スペイン遠征（2022年）
- U-20日本代表
  - AFC U20アジアカップ（2023年）
  - FIFA U-20ワールドカップ（2023年）

## タイトル

### 個人
- Jリーグカップ ニューヒーロー賞：（2022年）
- J1月間ヤングプレーヤー賞：（2025年2・3月)